# GRB 970508

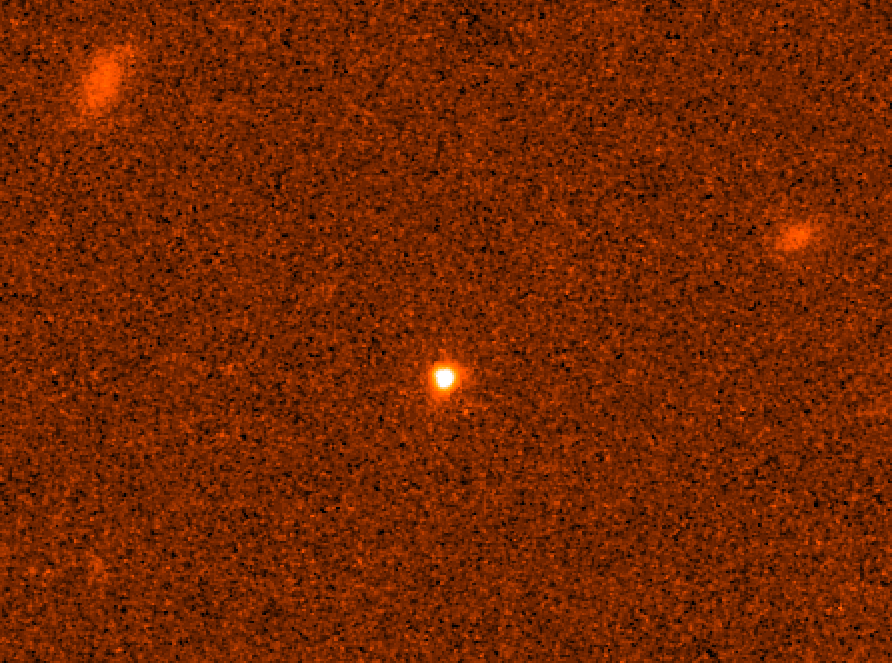
Lueur optique résiduelle du sursaut gamma GRB 970508 prise un mois après la détection de son explosion, le 8 mai 1997 à 21 H 24 UTC par les satellites BeppoSAX, BATSE et Ulysses.

GRB 970508 est un sursaut gamma (GRB) détecté le 8 mai 1997, à 21 H 42 UTC. Un sursaut gamma est un flash extrêmement lumineux associé à une explosion dans une galaxie lointaine, et qui produit des rayons gamma, la forme de rayonnement électromagnétique la plus énergétique. Il est souvent suivi d'une lueur résiduelle de longue durée, émise dans des longueurs d'onde supérieures, rayons X, ultraviolets, optique, infrarouge et radio.
Les caractéristiques principales de ce sursaut gamma sont les suivantes :
- ascension droite : 06h 53m 49s[1] ;
- déclinaison : +79° 16′ 19.6″[1] ;
- décalage vers le rouge : 0.835 ≤ z ≤ 2.3 ;
- distance : 6 × 109 AL ;
- magnitude apparente : 19,6 ;
- énergie : 5 × 1050 ergs (soit 5 × 1043 J).

GRB 970508 a été découvert par le détecteur de sursaut gamma installé sur le satellite italo–néerlandais d'astronomie X Beppo-SAX. L'astronome Mark Metzger détermina que le sursaut gamma s'est produit à au moins 6 milliards d'années-lumière de la Terre. Ceci constitua la première mesure de distance d'un sursaut gamma.
Jusqu'à cet événement, les astronomes n'étaient parvenus à aucun consensus relatif à la distance de la Terre à laquelle se produisent les sursauts gamma. Certains soutenaient que les GRB se produisent à l'intérieur de la Voie lactée, mais sont faiblement visibles faute de puissance énergétique. D'autres concluaient que les GRB se produisent dans d'autres galaxies, à des distances cosmologiques et sont au contraire extrêmement énergétiques. La possibilité de l'existence de multiples types de GRB ouvrait la possibilité que les deux théories ne s'excluent pas obligatoirement l'une l'autre. Cette mesure de distances plaça cependant sans aucun doute possible la source des GRB au-delà de la Voie lactée, mettant un terme effectif à ce débat.
Le GRB 970508 fut également le premier sursaut détecté avec une lueur résiduelle dans une longueur d'onde radio.
En analysant les fluctuations d'intensité des signaux radio, l'astronome Dale Frai a calculé que la source des ondes radios s'est allongée presque à la vitesse de la lumière. Ce point constitue une preuve solide que les GRB sont des explosions en expansion relativistes.

## Découverte

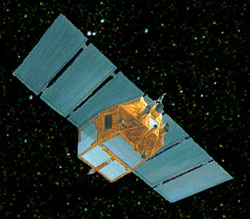
Vue d'artiste du satellite BeppoSAX en orbite

Un sursaut gamma (GRB) est donc un flash d'une luminosité très intense de rayonnement gamma, la forme la plus énergétique du rayonnement électromagnétique. En 1967, la première détection d'un GRB se porte au crédit des satellites Vela (une série d'engins spatiaux conçu pour détecter les explosions nucléaires survenant dans l'espace). L'explosion originelle est fréquemment suivie par une lueur résiduelle de longue durée émise à de plus grandes longueurs d'onde : rayons X, ultraviolets, optique, infrarouge et radio. La première lueur résiduelle découverte fut celle du rayonnement X de GRB 970228, par Beppo-SAX, un satellite italo-néerlandais conçu initialement pour l'étude des rayons-X.
Le jeudi 8 mai 1997, à 21 H 42 UTC, le détecteur de sursaut gamma de Beppo-SAX enregistrait un GRB d'une durée approximative de 15 secondes,. Ce même sursaut fut également détecté par le satellite Ulysses, une sonde spatiale robotisée conçue pour l'étude du Soleil, et par le Burst and Transient Source Experiment (BATSE), à bord du Compton Gamma Ray Observatory. L'explosion s'est également produite dans le champ de vision d'une des deux caméras à rayon X à large champ de Beppo-SAX. En quelques heures seulement, l'équipe de Beppo-SAX localisa l'explosion à l'intérieur d'une zone d'incertitude autour de la position réelle tenant compte des incertitudes de mesures de la position, du fait d'un diamètre d'approximativement 10 arcminutes.

## Observations

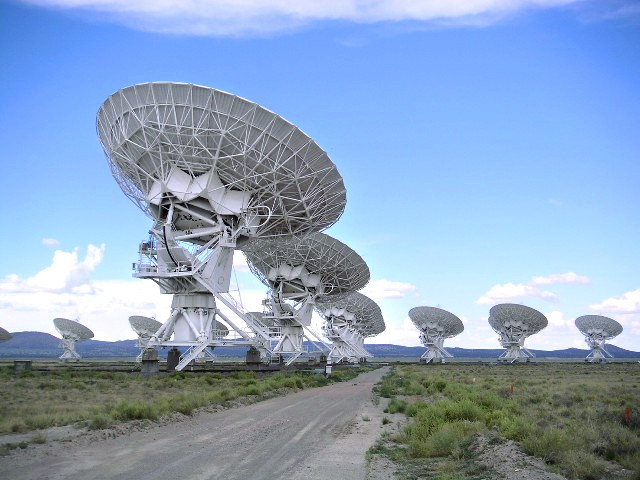
Le télescope Very Large Array au Nouveau-Mexique

Après une détermination approximative de sa position, Enrico Costa de l'équipe de Beppo-SAX, prit contact avec Dale Frail, au Very Large Array du National Radio Astronomy Observatory. Moins de quatre heures après la détection, à 01 H 30 UTC, Frail commença ses observations sur une longueur d'onde de 20 centimètres. Pendant qu'il préparait ses observations, Frail contacta l'astronome Stanislav Djorgovski, qui travaillait au télescope Hale. Djorgovski compara immédiatement ses images de la région avec d'autres images plus anciennes du Digitized Sky Survey, mais il ne trouva aucune nouvelle source lumineuse à l'intérieur de la zone d'incertitude. Mark Metzger, un collègue de Djorgovski à l'observatoire du Caltech mena une analyse de données plus approfondie, mais ne fut pas non plus capable d'identifier de nouvelle source lumineuse.
La nuit suivante, Djorgovski observa à nouveau la région. Il compara les images de chaque nuit mais la zone d'incertitude ne contenait aucun objet dont l'intensité lumineuse avait décru entre les 8 et 9 mai. Metzger nota un objet dont la luminosité avait augmenté, mais il supposa qu'il s'agissait d'une étoile variable, plutôt que la lueur résiduelle d'un GRB. Titus Galama et Paul Groot, des membres d'une équipe de recherche d'Amsterdam menée par Jan van Paradijs, comparèrent les images prises par le télescope WIYN le 8 mai et par le Télescope William Herschel le 9 mai. Ils furent également dans l'incapacité de voir aucune source lumineuse ayant pâli pendant cette période.
Après la découverte de la lueur résiduelle de l'explosion de rayons X, l'équipe Beppo-SAX produisit une localisation plus précise, et ce que Metzger avait pris pour une étoile variable était toujours présent dans cette zone d'incertitude réduite. L'équipe du Caltech autant que celle d'Amsterdam hésitaient à publier une conclusion sur l'objet variable. Le 10 mai, Howard Bond du Space Telescope Science Institute publia sa découverte, ultérieurement confirmée comme la lueur optique résiduelle de l'explosion.
Pendant la nuit du 10 au 11 mai 1997, un collègue de Metzger, Charles Steidel enregistra le spectre de l'objet variable à l'observatoire Keck. Il envoya ensuite les données à Metzger, qui après l'identification d'un système de raies d'absorption associées au magnésium et au fer conclut à un décalage vers le rouge de z = 0,8349 ± 0,0002,,, indiquant que la lumière de l'explosion avait été absorbée par de la matière située approximativement à 6 milliards d'années-lumière de la Terre. Bien que le décalage vers le rouge de l'explosion n'ait pas pu être déterminé, la matière absorbante était nécessairement localisée entre l'explosion et la Terre, ce qui impliquait nécessairement pour l'explosion une distance au moins égale,. L'absence de toute caractéristique de forêt Lyman-alpha dans le spectre limitait le décalage vers le rouge àz ≤ 2,3,, alors que des recherches ultérieures de Daniel E. Reichart de l'Université de Chicago suggérèrent un décalage de z ≈ 1.09. Ce fut la première occasion où les scientifiques furent à même de situer le décalage vers le rouge d'un GRB,. Le Calar Alto Observatory mesura également plusieurs spectres optiques dans des gammes de longueurs d'onde de 430–710 nm (nanomètres) et de 350–800 nm, mais aucune raie d'émission ne fut identifiée.
Le 13 mai, cinq jours après la première détection de GRB 9770508, Frail reprit ses observations avec le Very Large Array. Il fit des observations de la position de l'explosion à une longueur d'onde de 3,5 cm et détecta immédiatement un signal puissant. Au bout de 24 heures, le signal augmenta significativement, et il détecta également des signaux aux longueurs d'onde de 6 et 21 cm. Ce fut la première observation confirmée d'une lueur résiduelle en ondes radio d'un GRB,,.
Pendant le mois suivant, Frail observa que la luminosité de la source radio fluctuait de façon significative d'un jour à l'autre, mais qu'en moyenne elle augmentait. Les fluctuations ne se produisaient pas de façon simultanée sur toutes les longueurs d'onde observées, ce que Jeremy Goodman de l'Université de Princeton expliqua comme résultant d'ondes radio courbées par le plasma interstellaire de la Voie lactée,. De telles scintillations radio (variations rapides de la luminosité radio d'un objet) ne se produisent que lorsque la source a un diamètre apparent inférieur à 3 micro-secondes d'arc.

## Caractéristiques
Le Gamma-Ray Burst Monitor de BeppoSAX opérant dans une gamme d'énergie de 40–700 keV, enregistra une fluence de (1,85 ± 0,3) × 10−6 erg cm−2 (soit 1,85 ± 0,3 nJ m−2), et la caméra à large champ (2–26 keV) enregistra une fluence de (0,7 ± 0,1) × 10−6 erg cm−2 (soit 0,7 ± 0,1 nJ m−2), enfin, BATSE trouva 20–1000 keV enregistré à la fluence de (3,1 ± 0,2) × 10−6 erg cm−2 (soit 3,1 ± 0,2 nJ m−2).
À peu près 5 heures après l'explosion, la magnitude apparente de l'objet (mesure logarithmique de sa brillance, où un grand nombre représente un faible éclat) était de 20,3 ± 0,3 dans la bande U (la région ultraviolette du spectre) et de 21,2 ± 0.1 dans la bande R (la région rouge du spectre. La lueur résiduelle atteignit son pic de luminosité dans les deux bandes à peu près 2 jours après la première détection de l'explosion à 19,6 ± 0,3 dans la bande-U à 02 H 13 UTC le 11 mai, et 19,8 ± 0,2 dans la bande-R à 20 H 55 UTC le 10 mai.
James E. Rhoads, astronome au Kitt Peak National Observatory, analysa l'explosion et détermina qu'elle n'émettait pas de rayonnement lumineux très intense. Une analyse plus approfondie de Frail et de ses collègues indiqua que l'énergie totale libérée par l'explosion fut approximativement de 5 × 1050 ergs correspondant à 5 × 1043 J, et Rhoads calcula que l'énergie totale en rayonnement gamma fut approximativement 3 × 1050 ergs, soit 3 × 1043 J. Ceci suppose que l'énergie de rayonnement gamma et l'énergie cinétique des éjectas de l'explosion furent comparables, éliminant de fait les modèles de GRB qui sont relativement inefficaces à produire du rayonnement gamma

## Échelle de distance et modèle d'émission
Avant ce sursaut, les astronomes n'étaient pas parvenus à un consensus sur la distance à laquelle ils se produisent. Bien que la distribution isotropique des explosions suggérait qu'elles ne se produisent pas à l'intérieur du disque de la Voie lactée, certains astronomes soutenaient l'idée qu'elles se produisent à l'intérieur du halo de la Voie lactée. Ils en concluaient que la faible visibilité des GRB signifiait leur faible énergie. D'autres conclurent que les GRB se produisent dans d'autres galaxies à des distances cosmologiques et qu'elles peuvent être détectées précisément parce qu'elles ont une énergie très élevée. La mesure des distances et le calcul des énergies totales libérées par l'explosion constituèrent un argument indiscutable pour cette dernière hypothèse, et mirent un terme réel au débat.
Au cours du mois de mai, les scintillements radios s'amenuisèrent progressivement jusqu'à leur disparition conjointe. Ceci signifie que la source radio a subi une expansion significative pendant le temps écoulé depuis la détection de l'explosion. En utilisant la distance connue à la source et le temps écoulé jusqu'à la fin du scintillement, Frail calcula que l'expansion de la source s'était déroulée presque à la vitesse de la lumière. Alors que plusieurs modèles prévoyaient déjà la notion de boules de feu en expansion relativiste, c'était la première preuve solide à l'appui d'un tel modèle,.

## Galaxie-hôte

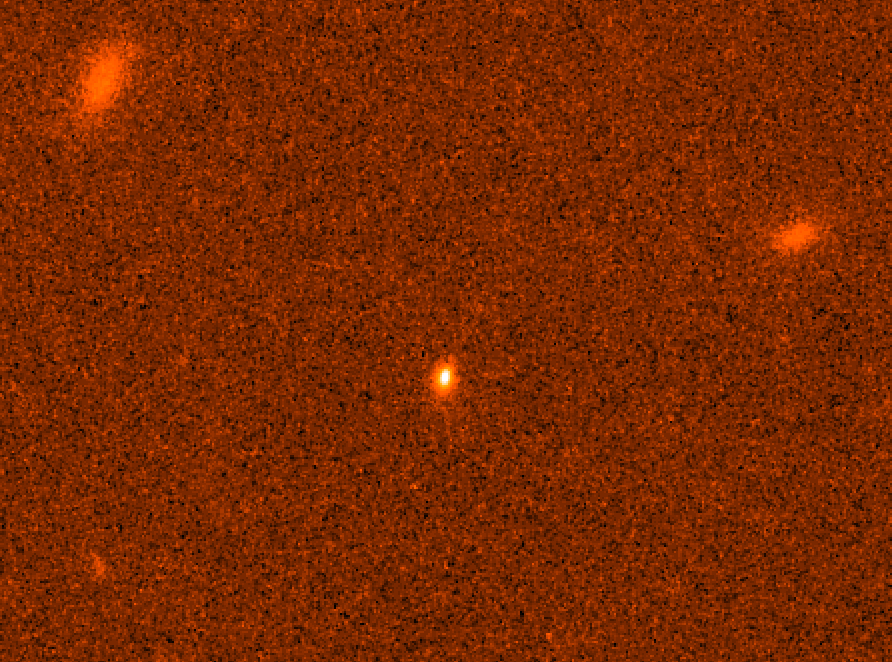
La galaxie abritant GRB 970508 en août 1998

La lueur rémanente de GRB 970508 atteignit son pic de luminosité totale 19,82 jours après la détection. Elle s'est ensuite réduite avec une loi de puissance dont la pente s'étendait sur près de 100 jours. La lueur résiduelle disparut finalement, révélant l'hôte de l'explosion, une galaxie naine de formation active à la formation de nombreuses étoiles de magnitude apparente V = 25,4 ± 0,15,. La galaxie était bien corrélée à un disque exponentiel d'une ellipticité de 0,70 ± 0,07. Le décalage vers le rouge de la lueur optique résiduelle de GRB 970508, z = 0,835 s'accordait bien avec celui de la galaxie hôte de z = 0.83, et à la différence des explosions observées jusque-là, suggérait que GRB 970508 pouvait avoir été associé à un noyau actif de galaxie.